# Ministerstwo Spraw Zagranicznych, Unii Europejskiej i Współpracy
Ministerstwo Spraw Zagranicznych, Unii Europejskiej i Współpracy (hiszp. Ministerio de Asuntos Exteriores, Unión Europea y Cooperación) – resort odpowiedzialny za kształtowanie i prowadzenie polityki zagranicznej Hiszpanii i współpracy międzynarodowej. Od 22 grudnia 2011 ministrem jest José Manuel García-Margallo.